# Peter Friedrich Arpe
Peter Friedrich Arpe (* 10. Mai 1682 in Kiel; † 4. November 1740 in Schwerin) auch Petrus Fridericus Arpius war Jurist und Verfasser zahlreicher juristischer und historischer Werke. Er gilt als Begründer umfangreicher Sammlungen und Handschriften zur Geschichte Schleswig-Holsteins aber auch „verbotener“ theologischer Schriften.

## Leben
Er war Sohn eines Senators und späteren Bürgermeisters. Nach dem Besuch des Gymnasiums in Lüneburg, studierte er ab 1699 in Kiel Rechtswissenschaft. Nachdem er einige Zeit in Kopenhagen gelebt hatte, begleitete er einen jungen dänischen Grafen auf die Ritterakademie Rudolph-Antoniana in Wolfenbüttel. Zwischen 1712 und 1716 lebte er in Holland und kehrte dann nach Kiel zurück. Dort erhielt er 1721 eine Stelle als Professor des öffentlichen und vaterländischen Rechts. Hierbei entstand eine freundschaftliche Beziehung zu seinen Kollegen Franz Ernst Vogt und Johann Heinrich Heubel. Inhaltliche Konkurrenz, die sich auch in einer gerichtlichen Auseinandersetzung entlud, erfuhren diese durch Stephan Christoph von Harpprecht. Hierdurch geriet Arpe am Hof in Misskredit, was 1724 zu seiner Entlassung führte. Er ging danach zunächst nach Hamburg und wurde 1729 Braunschweig-Wolfenbüttler Legationsrat. Nach dem Tod des Herzogs August Wilhelm wurde er 1731 erneut entlassen. 1733 fand er eine Anstellung als Justizrat bei der Regierungskanzlei in Schwerin.
Seine Schriften dokumentierte er selbst in seinen „Feriae aestivales, sive scriptorum suorum historia“ (1726). Das zunächst nur handschriftliche und anonyme Werk der Kieler Universitäts-Bibliothek: „Das verwirrte Cimbrien, in der merkwürdigen Lebensbeschreibung Herr Henning Friedrich Grafen von Bassewitz...“ usw., wurde 1774 unter dem Titel: „Geschichte des Herzoglich Schleswig-Holstein-Gottorfischen Hofes und dessen vornehmster Staatsbedienten“ veröffentlicht. Das Werk wird als wesentliche, weil einzig umfassende, zeitgenössische Quelle zur Geschichte Schleswig-Holsteins und seiner Verbindungen nach Russland zur Zeit Carl Friedrichs angesehen:10, enthält wegen der entlassungsbedingten persönlichen Feindschaft zu dem damaligen Geheimratspräsidenten am gottorfischen Hof, Henning Friedrich Graf von Bassewitz, zahlreiche Polemiken gegen diesen.:9

## Werke (Auswahl)

Titelblatt von Arpes Geschichte des Schleswig-Holstein Gottorfschen Hofes

- Geschichte des herzoglich Schleswig-Holstein-Gottorfischen Hofes und dessen vornehmsten Staats-Bedienten, unter der Regierung Herzog Friedrichs IV. und dessen Sohnes Herzog Carl Friedrichs, mit geheimen Anecdoten zur Erläuterung der Schleswig-Holsteinischen Historie besonders als der nordischen Begebenheiten überhaupt, Frankfurth u. a., 1774
- Geschichte der Talismannischen Kunst, Gotha, 1792 Digitalisat in OPACplus der Bayerischen Staatsbibliothek
- Theatrum fati,  Roterodamum, 1712 Digitalisat in OPACplus der Bayerischen Staatsbibliothek
- Apologia pro Jul. Caes. Vanino Neapolitano, Philalethes, 1712
- Themis Cimbrica, Hamburg, 1737
- De prodigiosis naturae et artis operibus Talismanes et Amuleta dictis liber sing., Hamburg, 1717 Digitalisat in OPACplus der Bayerischen Staatsbibliothek
- Laicus Veritatis Vindex Sive De Iure Laicorum Praecipue Germanorum In Promovendo Religionis Negotio Commentarius, Kiliae Holsatorum,1717 Digitalisat in OPACplus der Bayerischen Staatsbibliothek
- Feriae Aestivales. Sive Scriptorum Suorum Historia Liber Singularis, Hamburgi, Kisnerus, 1726 Digitalisat in OPACplus der Bayerischen Staatsbibliothek
- Disputatio iuridica de feriis et dilationibus, Hrsg.:Martini, Nicolaus, Kilonium, 1702 Digitalisat in OPACplus der Bayerischen Staatsbibliothek
- Das verwirrte Cimbrien in der merkwürdigen Lebensbeschreibung Herrn Henning Friedrich Grafen von Bassewitz zur Erläuterung der Geschichte unserer Zeiten. 1771 Stadtbibliothek Lübeck, Ms. hist. 4° 50  (Digitalisat)